# Borazan
Borazan – nieorganiczny związek chemiczny, kompleks amoniaku i borowodoru. Podczas ogrzewania rozkłada się z wydzieleniem wodoru. Wykorzystywany jest jako źródło wodoru do napędu silników spalinowych. Borazan charakteryzuje się grawimetryczną, jak i objętościową zawartością wodoru, która teoretycznie sięga 19,6% wag. i 0,145 kg L−1.

## Struktura krystaliczna
Faza niskotemperaturowa jest opisana układem rombowym z grupą przestrzenną Pmn21. Przejście fazowe pomiędzy fazą niskotemperaturową i wysokotemperaturową występuje przy 225 K (–48 °C). W temperaturze pokojowej borazan tworzy kryształy w układzie tetragonalnym o grupie przestrzennej I4mm. Faza wysokotemperaturowa jest bardziej nieuporządkowana niż niskotemperaturowa, co powoduje wysoki stopień plastyczności kryształów oraz właściwości piezoelektryczne i piroelektryczne. Nieuporządkowanie skutkuje dwunastokrotną lub wyższą reorientację grup BH3 i H3N. Atomy wodoru muszą być nieuporządkowane, aby dostosować się do symetrii chemicznej i krystalograficznej. Niespójność powstaje, ponieważ wiązanie B–N leży wzdłuż 4-krotnej osi obrotu, co jest sprzeczne z 3-krotną symetrią oczekiwaną od grup –BH3 i –NH3.

## Rozkład termiczny i hydroliza
Rozkład termiczny, jak i hydroliza borazanu powoduje wytworzenie gazowego wodoru, który jest wykorzystywany jako źródło wodoru w napędach silnikowych. Proces rozkładu w zakresie temperatur ok. 375 – 390 K obserwuje się anomalią egzotermiczną, która uwalnia 1,1 ± 0,1 mola H2 na mol AB z utworzeniem (BH2NH2)x i B3N3H6. Różnica ta spowodowana jest szybkością nagrzewania (powolne nagrzewanie obniża temperaturę topnienia). Drugim etapem jest uwolnienie 1,1 ± 0,1 mola H2 podczas reakcji egzotermicznej w zakresie temperatur od 400 do 457 K z utworzeniem (NHBH)x i B2H6.
Borazan jest bardzo dobrze rozpuszczalny w wodzie. Wykazuje też stabilność przy pH ≥ 7. Ponadto trzy wodory Hδ- z borazanu łatwo reagują z wodorami protonowymi Hδ+ wody, uwalniając H2 w warunkach otoczenia. Z tych powodów para amoniak-boran-woda okazała się być obiecującym źródłem wodoru w stanie ciekłym. W hydrolizie połowa wytworzonego H2 pochodzi z wody, a druga połowa z grupy BH3. Odwodornienie ugrupowania H3N jest trudne termodynamicznie (92,4 kJ mol-1, co sugeruje temperatury wyższe niż 937K). Nadmiar grawimetryczny zdolności magazynowania wodoru jest zatem ograniczony do 7,1% wag. W trakcie hydrolizy borazanu wytwarzają się kryształy boranów amonu.